# شعب السلب (حرض)

تعديل مصدري - تعديل

شعب السلب هي إحدى قرى عزلة الشعاب بمديرية حرض التابعة لمحافظة حجة، بلغ تعداد سكانها 0 نسمة حسب تعداد اليمن لعام 2004.